# Stefanie Kubissa
Stefanie Kubissa (6 de enero de 1985) es una deportista alemana que compitió en esgrima, especialista en la modalidad de sable.
Ganó una medalla de bronce en el Campeonato Mundial de Esgrima de 2001 y una medalla de oro en el Campeonato Europeo de Esgrima de 2001, ambas en la prueba por equipos.

## Palmarés internacional
| Campeonato Mundial | Campeonato Mundial  | Campeonato Mundial | Campeonato Mundial |
| Año                | Lugar               | Medalla            | Prueba             |
| ------------------ | ------------------- | ------------------ | ------------------ |
| 2001               | Nimes (Francia)     | Medalla de bronce  | Sable por equipos  |
| Campeonato Europeo |                     |                    |                    |
| Año                | Lugar               | Medalla            | Prueba             |
| 2001               | Coblenza (Alemania) | Medalla de oro     | Sable por equipos  |